# Riverdale (Dakota del Nord)
Riverdale és una població dels Estats Units a l'estat de Dakota del Nord. Segons el cens del 2000 tenia 273 habitants.

## Demografia
Segons el cens del 2000, Riverdale tenia 273 habitants, 108 habitatges, i 84 famílies. La densitat de població era de 75,3 hab./km².
Dels 108 habitatges en un 27,8% hi vivien nens de menys de 18 anys, en un 75,9% hi vivien parelles casades, en un 0,9% dones solteres, i en un 21,3% no eren unitats familiars. En el 19,4% dels habitatges hi vivien persones soles el 5,6% de les quals corresponia a persones de 65 anys o més que vivien soles. El nombre mitjà de persones vivint en cada habitatge era de 2,53 i el nombre mitjà de persones que vivien en cada família era de 2,86.
Per edats la població es repartia de la següent manera: un 22,7% tenia menys de 18 anys, un 4,4% entre 18 i 24, un 21,6% entre 25 i 44, un 31,5% de 45 a 60 i un 19,8% 65 anys o més.
L'edat mediana era de 46 anys. Per cada 100 dones de 18 o més anys hi havia 113,1 homes.
La renda mediana per habitatge era de 48.333 $ i la renda mediana per família de 52.250 $. Els homes tenien una renda mediana de 50.972 $ mentre que les dones 27.500 $. La renda per capita de la població era de 18.970 $. Cap de les famílies i el 3,8% de la població estaven per davall del llindar de pobresa.

## Poblacions més properes
El següent diagrama mostra les poblacions més properes.